# California State Route 120
De California State Route 120, afgekort CA 120 of SR 120, is een state highway van de Amerikaanse deelstaat Californië. De autoweg verbindt de Central Valley met het gebied ten oosten van de Sierra Nevada.

## Wegbeschrijving
SR 120 begint ter hoogte van Interstate 5 als het verlengde van Interstate 205 tussen Tracy en Manteca. In het oosten van Manteca gaat ze anderhalve kilometer op in SR 99, waarna ze als een tweebaansweg verder oostwaarts gaat. Na Escalon volgt Oakdale, waar SR 120 samenvalt met SR 108. De weg loopt lange tijd parallel met de Stanislaus River door de droge westelijke foothills van de Sierra Nevada. SR 120 en 108 scheiden wegen ten zuiden van het New Melones Lake, maar nog geen 6 kilometer verder komen SR 120 en SR 49 samen. In het gehucht Moccasin scheiden de wegen terug en vandaar vervolgt SR 120 haar weg richting oosten, tot ze aan de Oak Flat-ingang van het Yosemite National Park komt. Het traject SR 120 binnen de parkgrenzen, de Tioga Pass Road of kortweg Tioga Road, valt niet onder het beheer van Caltrans. De Tioga Road, die 's winters sluit, loopt langs verschillende meren en uitkijkpunten, alsook langs de Tuolumne Meadows. Na het oversteken van de Tioga Pass, verlaat SR 120 het nationaal park en komt ze in droge gebied rond Mono Lake uit. Bezuiden Lee Vining komt SR 120 kort samen met U.S. Route 395, waarna die weg verder zuidwaarts gaat en SR 120 de laatste 73 kilometer richting U.S. Route 6 in het oosten inzet.